# USS Twiggs (DD-591)
USS Twiggs (DD-591) là một tàu khu trục lớp Fletcher được Hải quân Hoa Kỳ chế tạo trong Chiến tranh Thế giới thứ hai. Nó là chiếc tàu chiến thứ hai của Hải quân Mỹ được đặt theo tên Thiếu tá Thủy quân Lục chiến Levi Twiggs (1793-1847), người tham gia các cuộc Chiến tranh 1812 và Chiến tranh Mexico-Hoa Kỳ. Nó hoạt động cho đến gần cuối Thế Chiến II, cho đến khi bị máy bay Kamikaze đánh chìm ngoài khơi Okinawa vào ngày 16 tháng 6 năm 1945. Twiggs được tặng thưởng bốn Ngôi sao Chiến trận do thành tích phục vụ trong Thế Chiến II.

## Thiết kế và chế tạo
Twiggs được đặt lườn tại Xưởng hải quân Charleston ở North Charleston, South Carolina vào ngày 20 tháng 1 năm 1943. Nó được hạ thủy vào ngày 7 tháng 4 năm 1943; được đỡ đầu bởi bà Roland S. Morris, phu nhân nguyên Đại sứ Hoa Kỳ tại Nhật Bản; và nhập biên chế vào ngày 4 tháng 11 năm 1943 dưới quyền chỉ huy của Hạm trưởng, Trung tá Hải quân John B. Fellows, Jr.

## Lịch sử hoạt động
Sau chuyến đi chạy thử máy ngoài khơi Bermuda trong tháng 12 năm 1943, Twiggs hoạt động ngoài khơi Norfolk, Virginia như một tàu khu trục huấn luyện cho đến ngày 12 tháng 5 năm 1944, khi nó khởi hành từ Hampton Roads cùng tàu sân bay Franklin (CV-13) và các tàu khu trục Cushing (DD-797) và Richard P. Leary (DD-664) để đi sang quần đảo Hawaii tại Thái Bình Dương, ngang qua kênh đào Panama và San Diego, California.
Đi đến Trân Châu Cảng vào ngày 6 tháng 6, Twiggs tham gia các cuộc thực hành và luyện tập tại vùng biển Hawaii, hộ tống các đoàn tàu vận tải đi lại giữa Oahu và Eniwetok. Trong phần lớn tháng 7, nó hoạt động ngoài khơi Eniwetok, luân phiên việc thực tập với hộ tống và tuần tra cột mốc radar. Vào ngày 19 tháng 8, nó quay trở lại Trân Châu Cảng để tổng dượt trước chiến dịch nhằm tái chiếm Philippines.
Để chuẩn bị cho cuộc đổ bộ lên Leyte, Twiggs khởi hành từ Trân Châu Cảng vào ngày 15 tháng 9 trong thành phần Hải đội Khu trục 49 để hộ tống cho Đội đặc nhiệm 79.2, Đội Vận chuyển Tấn công "Baker", đi ngang qua Eniwetok để đến Manus thuộc quần đảo Admiralty. Sau khi hoàn tất những chuẩn bị sau cùng, nó rời cảng Seeadler vào ngày 14 tháng 10 và đi đến ngoài khơi Leyte vào ngày 20 tháng 10. Chiếc tàu khu trục đã giúp bảo vệ phòng không cho các tàu vận chuyển trong cuộc đổ bộ; và trong những ngày tiếp theo giữa các cuộc không kích phản công ác liệt của đối phương, nó tiếp tục hỗ trợ cho cuộc tấn công, cứu vớt một phi công bị bắn rơi từ tàu sân bay hộ tống Petrof Bay (CVE-80). Nó rời Leyte vào ngày 25 tháng 10, đi ngang qua đảo Mios Woendi để hướng đến Manus, và đi đến cảng Seeadler vào ngày 1 tháng 11.
Twiggs sau đó hợp cùng các tàu khu trục chị em Haraden (DD-585) và Halligan (DD-584) để làm nhiệm vụ hộ tống tại khu vực quần đảo Palau. Đặt căn cứ về phía Đông Mindanao, nó bảo vệ cho các đoàn tàu vận tải ở hướng tiếp cận Leyte. Vào ngày 10 tháng 12, nó rời Kossol Roads, ở giữa Peleliu và Angaur, cùng một lực lượng đặc nhiệm cho chiến dịch chiếm đóng đảo Mindoro. Luzon là chìa khóa nhằm giải phóng Philippines, và Mindoro là bước đầu tiên trong cuộc tấn công lên Luzon. Từ ngày 13 đến ngày 17 tháng 12, nó giúp bảo vệ phòng không cho lực lượng tấn công khi họ đi qua eo biển Surigao và biển Mindoro.
Đến cuối năm 1944, Nhật Bản bắt đầu tập trung và sử dụng rộng rãi chiến thuật Kamikaze. Vào ngày 13 tháng 12, một máy bay tấn công cảm tử đã đâm bổ vào Haraden; Twiggs đã trợ giúp chiếc tàu chị em bị hư hại nặng, giúp chữa cháy và cứu chữa những người bị thương. Nó được cho tách ra khỏi nhiệm vụ hộ tống vận tải để dẫn đường cho tàu chị em, vốn bị mất radar và liên lạc trong vụ tấn công, cho đến khi Haraden tiếp xúc được một đoàn tàu kéo ngoài khơi đảo Silino. Twiggs sau đó quay trở lại vùng biển Mindanao tiếp nối nhiệm vụ cùng đơn vị đặc nhiệm, được sự hỗ trợ trên không của Không lực Lục quân Hoa Kỳ để bảo vệ các đoàn tàu vận tải. Nó rút lui về Palau vào ngày 20 tháng 12.
Twiggs khởi hành từ Kossol Roads vào ngày 1 tháng 1 năm 1945 để hộ tống một hạm đội lớn tham gia cuộc tấn công lên Luzon. Trong biển Sulu và Biển Đông, nhiều con tàu của đoàn tàu bị máy bay Nhật Bản tấn công đánh trúng; vào ngày 4 tháng 1, nó đã cứu vớt 211 người sống sót từ tàu sân bay hộ tống Ommaney Bay (CVE-79), bị phá hủy do các vụ nổ và đám cháy sau khi bị máy bay tự sát đối phương đâm trúng. Các cuộc không kích bằng máy bay ném bom-ngư lôi và Kamikaze tiếp diễn khi chiếc tàu khu trục hoạt động về phía Tây Bắc mũi Bolinao để hỗ trợ cho cuộc đổ bộ lên vịnh Lingayen. Sau khi được tiếp tế đạn dược và lương thực tại Mindoro, nó hoạt động tuần tra chống tàu ngầm một thời gian ngắn tại lối ra vào vịnh Manganin, rồi lên đường vào ngày 21 tháng 1 và đi đến Ulithi vào ngày 25 tháng 1 để bảo trì và sửa chữa nhỏ, nhằm chuẩn bị cho đợt tấn công tiếp theo lên quần đảo Volcano.
Khởi hành từ Ulithi vào ngày 10 tháng 2, Twiggs gia nhập Lực lượng Đặc nhiệm 54 để tổng dượt kế hoạch tấn công tại đảo Loesip. Lực lượng đi đến ngoài khơi Iwo Jima vào ngày 16 tháng 2, nơi chiếc tàu khu trục bắt đầu hoạt động hỗ trợ cho các Đội phá hoại dưới nước chuẩn bị bãi đổ bộ tại các bãi biển phía Đông. Nó cũng tham gia bảo vệ và bắn phá quấy rối, bắn pháo sáng ban đêm và bắn vào các đơn vị Nhật Bản trên bờ. Vào ngày 17 tháng 2, một máy bay tấn công cảm tử đã nhắm vào nó, sượt qua phía đuôi tàu trước khi đâm xuống nước về phía đuôi bên mạn trái, chiếc máy bay chìm mà không phát nổ. Con tàu tiếp tục các hoạt động hỗ trợ binh lính trên bờ cho cuộc chiến đấu căng thẳng tại đây, cho đến khi nó rút lui về khu vực quần đảo Caroline vào ngày 10 tháng 3, đi đến Ulithi hai ngày sau đó để nghỉ ngơi và tiếp liệu.
Vào ngày 25 tháng 3, Twiggs đi đến ngoài khơi Okinawa để tham gia bắn phá chuẩn bị. Ngoài nhiệm vụ tuần tra chống tàu ngầm và phòng không, nó còn hỗ trợ bắn pháo quấy rối ban đêm cho lực lượng trên bờ. Phía Nhật Bản phản công quyết liệt để chống trả cuộc đổ bộ, các cuộc tấn công bằng máy bay tự sát diễn ra thường xuyên. Đang khi làm nhiệm vụ cột mốc radar canh phòng cùng Lực lượng Đặc nhiệm 51 vào ngày 28 tháng 4, một ngày có cường độ không kích ác liệt, một chiếc Kamikaze đã đâm xuống biển ngay bên cạnh con tàu. Vụ nổ bom và mảnh vỡ của máy bay đã gây hư hại cấu trúc thượng tầng và làm cong chân vịt bên mạn phải. Tàu sửa chữa Nestor (ARB-6) đã sửa chữa những hư hại, và chiếc tàu khu trục quay trở lại phục vụ vào ngày 17 tháng 5, hỗ trợ hỏa lực cho lực lượng trên bờ tại Okinawa.
Sang tháng 6, Trận Okinawa đã bước vào giai đoạn kết thúc, và Twiggs tiếp tục làm nhiệm vụ cột mốc radar canh phòng tại phía Tây khu vực hỗ trợ hỏa lực và hỗ trợ các cuộc tấn công lên Iheya Shima và Iheya-Aguni bằng các hoạt động bắn phá chuẩn bị và bắn pháo hỗ trợ. Vào ngày 16 tháng 6, nó đang canh phòng ngoài khơi Senaga Shima về phía Tây khu vực hỗ trợ hỏa lực, khi vào lúc 20 giờ 30 phút, một máy bay một động cơ bay thấp đã thả một quả ngư lôi trúng vào mạn trái con tàu, làm kích nổ hầm đạn số 2. Chiếc máy bay sau đó lượn vòng rồi đâm bổ tự sát vào con tàu, khiến chiếc tàu khu trục bốc cháy và đắm chỉ sau một giờ.
Tàu khu trục Putnam (DD-757), với Tư lệnh Hải đội, Đại tá Hải quân Glenn R. Hartwig trên tàu, đang ở khu vực lân cận đã đi đến trợ giúp; và bất chấp nguy hiểm do nổ hầm đạn của Twiggs, 188 người sống sót đã được cứu vớt lên khỏi mặt nước, trong đó 114 người được vớt bởi Putnam. Hạm trưởng của Twiggs, Trung tá Hải quân George Philip Jr., nằm trong số 152 người tử trận hay mất tích. Twiggs được cho rút khỏi danh sách Đăng bạ Hải quân vào ngày 11 tháng 7 năm 1945. Lườn tàu được chuyển cho chính quyền quần đảo Ryūkyū vào năm 1957 để tháo dỡ.

## Phần thưởng
Twiggs được tặng thưởng bốn Ngôi sao Chiến trận do thành tích phục vụ trong Thế Chiến II.